# Emilia Łojek
Emilia Łojek (ur. 10 lutego 1962 w Warszawie) – polska psycholog, profesor nauk humanistycznych, profesor zwyczajny Wydziału Psychologii Uniwersytetu Warszawskiego, specjalistka w zakresie neuropsychologii.

## Życiorys
W 1986 ukończyła studia na kierunku psychologia na Wydziale Psychologii Uniwersytetu Warszawskiego, gdzie w 1992 na podstawie napisanej pod kierunkiem Danuty Kądzielawy rozprawy pt. Aktualizacja skryptów w dyskursie osób z uszkodzeniami mózgu uzyskała stopień naukowy doktora nauk humanistycznych w dyscyplinie psychologia w specjalności neuropsychologia. Tam też na podstawie dorobku naukowego oraz monografii pt. Neuropsychologia osób zakażonych wirusem HIV i chorych na AIDS otrzymała w 2002 stopień naukowy doktora habilitowanego nauk humanistycznych dyscyplina psychologia specjalności neuropsychologia, psychologia kliniczna. W 2010 prezydent RP Bronisław Komorowski nadał jej tytuł naukowy profesora nauk humanistycznych.
Została nauczycielem akademickim w Katedrze Neuropsychologii Wydziału Psychologicznego UW, kierownikiem tej katedry oraz profesorem zwyczajnym Uniwersytetu Warszawskiego. Zatrudniono ją także w Wyższej Szkole Pedagogicznej Towarzystwa Wiedzy Powszechnej (Wydział Nauk Społecznych w Warszawie).